# 바티
바티(그리스어: Βαθύ)는 그리스 사모스 섬에 위치한 도시로, 사모스 현의 현청 소재지이며 면적은 125.153km2, 높이는 0 ~ 10m, 인구는 12,384명(2001년 기준), 인구 밀도는 99명/km2이다.